# شیزو تاکادا
شیزو تاکادا (انگلیسی: Shizuo Takada؛ زادهٔ ۵ اوت ۱۹۴۷) بازیکن فوتبال، و داور فوتبال اهل ژاپن است.
از باشگاه‌هایی که در آن بازی کرده‌است می‌توان به باشگاه فوتبال توکیو وردی اشاره کرد.